# 10式狙击步枪
10式狙擊步槍（QBU-10）是一款中華人民共和國原產的12.7毫米（.50英吋）大口徑重型狙擊步槍（反器材步槍），发射12.7×108毫米（.50俄羅斯或54式12.7毫米重机枪弹）步枪子彈。

## 使用者
- 柬埔寨
- 中华人民共和国